# エアパワー
エアパワー（英: Air power）とは、一般に官民における航空機、航空要員、研究開発などを含めた航空に関する国家の総体的な能力である。
「エアーパワー」「エア・パワー」の日本語表記の揺れがあるほか、1959年頃以降は宇宙を含め「エアロ＝スペースパワー（Aero-Space Power）」（訳例：航空宇宙権力）の概念について議論がある。

## 概説
エアパワーは国家が保有する潜在的、顕在的な航空に関する力の総称として、民間航空産業や国家政策をも含む広範な概念であり、空軍力のみに限定されない。
第1次世界大戦後、米陸軍准将ウィリアム・ミッチェル (William Michel) によって初めて概念として提唱され、ランドパワーやシーパワーと並ぶ第三の力としてエアパワーと名づけた。すなわち、水平空間における陸軍力・海軍力を主としたランド及びシーパワーに対し、垂直空間における空軍力を主としたエアパワーは、対になる概念である。
また人工衛星やミサイル技術の発展により近年で宇宙にまでその範囲を拡大しつつあるために航空宇宙力とも呼ばれる。

## 役割、機能
法学者のフランク・レドヴィッチは、エアパワーの役割を以下の4点に整理している。
1. 空の管制 - 航空優勢の確保、特に絶対的航空優勢（制空）を究極目標とする
2. 情報収集、監視、偵察
3. 攻撃 - 爆撃(戦術爆撃、戦略爆撃、補給・増援の戦場への到着を阻止する攻撃）
4. 機動力 - 兵站（装備や人員の輸送）

## 特性

### 長所
エアパワーは空中において運用される能力であるため、陸海における権力とは本質的に特性が異なっており、地形の制約を殆ど受けないために世界中どこへでも迅速に展開することが可能である。つまりエアパワーはランドパワーやシーパワーと比較して速度、範囲、機動性、突破・打撃能力が圧倒的であり、現代の軍事力の主要な構成要素であると考えられている。また強力なエアパワーは航空産業、ひいては工業へのスピンオフによる国力全体への派生効果が期待できる。
長所を整理すると、下記のようになる。
即応性
必要な時期及び場所における、迅速な戦力発揮
機動性
速やかな集散離合
柔軟性
様々な用途に対応
行動範囲の広さ、打撃力
核兵器を含む搭載兵器による強大な破壊力
突破力
地形や地物に影響されず、敵の防護を突破可能

### 短所
エアパワーには欠点も認められる。これは航空機というエアパワーの根幹である航空機が空中に存在するものであるために、隠密行動が困難であり、また金属素材で製造されるためにレーダーに発見され易く、また極めて高価な兵器であるために調達や維持管理の上でも保有機体数が制限される。しかもミサイルなどを被弾すればダメージコントロールをすることも出来ず、また被弾しなくても航空戦で激しい運動による燃料切れなどで、墜落する危険性がある。さらに離着陸には滑走路や航空管制施設などの大規模な支援施設が必要であり、これを担う人材の教育訓練も一朝一夕に達成できるものではない。
短所を整理すると、下記のようになる。
物理的脆弱性
地上において戦力発揮ができない無力な存在であり、基地依存性が高い
地域占有力の欠落
滞空時間への制約により、ランドパワー（陸上戦力）のような地域の常続的占有が不可能
上記のうち、地域占有力欠落の特性が、「航空優勢（air superiority）」の概念への影響を与えた。